# Kirche Eckersweiler

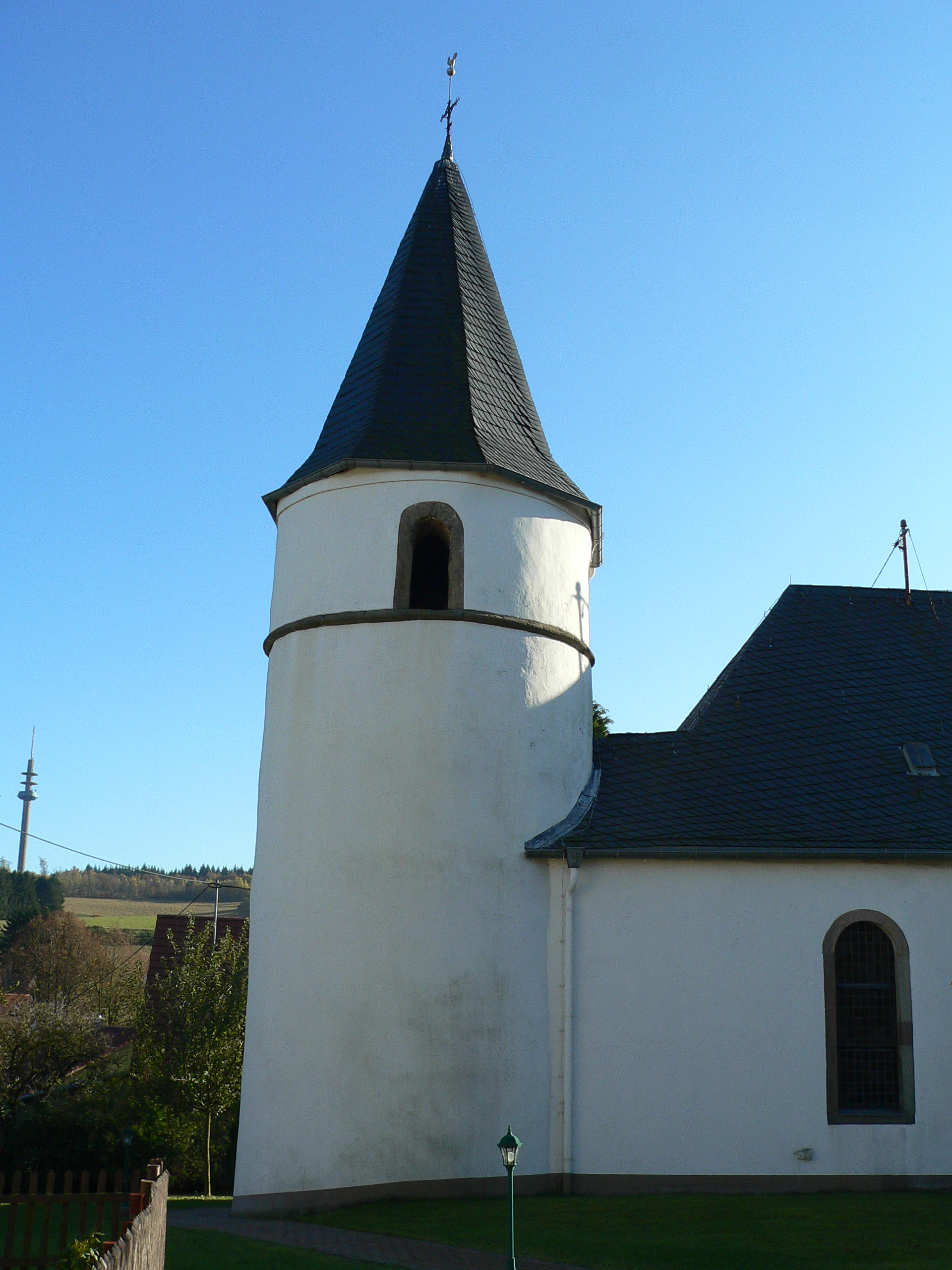
Rundturm der Kirche Eckersweiler

Die evangelische Kirche Eckersweiler steht im Ortsteil Eckersweiler der Verbandsgemeinde Baumholder im rheinland-pfälzischen Landkreis Birkenfeld.

## Geschichte
Die Ursprünge der Kirche Eckersweiler reichen bis in das Mittelalter zurück. Der untere Teil des heutigen Kirchturms wurde bereits 1169 als Wehrturm errichtet. Der Bau einer Kapelle in Eckersweiler wurde am 15. Januar 1470 durch eine Stiftung von Herzog Ludwig zu Zweibrücken veranlasst. Die Kapelle konnte 1491 fertiggestellt werden und wurde als St. Lambertus geweiht. Aufgrund von Baufälligkeit wurde die Kapelle abgerissen, woraufhin der heutige Gottesdienstraum von 1733 bis 1742 errichtet wurde.
Eine grundlegende Renovierung der Kirche erfolgte in den Jahren 1961 und 1962. Im Jahr 1994 wurde die Kirche mit Buntglasfenstern ausgestattet.

## Architektur
Die Saalkirche gliedert sich in einen einschiffigen Gottesdienstraum und einen romanischen Rundturm, der an der Nordostecke an den Gottesdienstraum anschließt. Der Kirchturm weist ein Glockengeschoss mit vier Rundbogenöffnungen auf. Gekrönt wird der Turm von einem achteckigen gotischen Spitzhelm.

## Kirchliche Organisation
Die Kirche Eckersweiler gehört gemeinsam mit der Kirche Berglangenbach und der Kirche Berschweiler zur Kirchengemeinde Berschweiler im Kirchenkreis Obere Nahe der Evangelischen Kirche im Rheinland.